# Zagrodno
Zagrodno (Duits: Adelsdorf) is een dorp in het Poolse woiwodschap Neder-Silezië, in het district Złotoryjski. De plaats maakt deel uit van de gemeente Zagrodno.

## Verkeer en vervoer
- Station Zagrodno